# مارك لاكروا
مارك لاكروا هو عالم كيمياء حيوية بلجيكي، ولد في 28 أبريل 1963 في فيرفييتوا في بلجيكا.